# Семёновка (Ивано-Франковская область)
Семёновка (укр. Семенівка) — село в Городенковской городской общине Коломыйского района Ивано-Франковской области Украины.
Население по переписи 2001 года составляло 729 человек. Занимает площадь 8,446 км². Почтовый индекс — 78115. Телефонный код — 03430.